# Glavata želva
Glavata želva ((lat.) Caretta caretta) je vrsta morske kornjače, koja kao i kopnene kornjače spada u drevni red Chelonia. Morske su kornjače jedini gmazovi koji naseljavaju Sredozemno i Jadransko more.
Glavata želva najbrojnija je vrsta morske kornjače u Jadranu, njenom omiljenijom staništu, uz Gabeski zaljev na istoku Tunisa.

## Izgled
Jedna od najtipičnijih osobina morskih kornjača je oklop, čvrsta koštana struktura koja prekriva gotovo cijelo tijelo i sve unutarnje organe. Kod odraslih glavatih želvi oklop je ovalnog oblika, s gornje je strane crvenkasto-smeđ, a svijetložućkast s donje. Građen je od velikih proširenih rebrenih kostiju, prekrivenih rožnatim pločama. Odrasle jedinke dostižu duljinu oklopa i do 110 cm i tjelesnu težinu do 115 kg. Ime je dobila prema karakteristično velikoj glavi sa snažnim čeljusnim mišićima. 

## Stanište
Najveći dio svoga života glavate želve provode u pelagičkom staništu. Na obalu izlaze samo ženke radi polaganja jaja, dok mužjaci ostaju u moru cijeli život.

## Zimovanje
Malo je poznato da je upravo Jadran jedno od dva najznačajnija područja ishrane i zimovališta glavate želve u Sredozemlju. Nadolaskom zime i padom temperature mora morske kornjače smanjuju svoju aktivnost i povlače se na morsko dno gdje, smatra se, prezimljuju ukopane u pijesak i mulj. Takve životinje u hibernaciji često završavaju u ribarskim koćama, a zbog iznenadnog buđenja i niskih temperatura mora padaju u stanje šoka. Ribari takve želve vraćaju u more, no neke od njih ne uspiju zaroniti natrag na dno i nastaviti prezimljavanje, već dezorijentirano plutaju na površini nošene vjetrom i strujama. Kako su morske kornjače hladnokrvni organizmi čiji je cijeli život ovisan o temperaturi okoliša, takve će životinje zbog niskih temperatura uginuti. Za sada se još ne zna koliki je obim ovog problema, no poznato je da u koćama u Jadranu svake godine završi oko 6000 želvi, od čega samo u hrvatskim vodama oko 2500, što zasigurno ima velik negativan utjecaj na opstanak ovih ugroženih organizama. 

## Rasprostranjenost
Glavata želva je široko rasprostranjena u priobalnim područjima tropskih i suptropskih mora Atlantskog, Tihog i Indijskog oceana. Također je uobičajena u morima umjerenih područja i jedina je vrsta koja se u njima i gnijezdi. Najčešća je vrsta Mediteranskog i Jadranskog mora. Najveća gnijezdilišta ove vrste u Mediteranu su na grčkoj, turskoj i ciparskoj obali, a nešto manja na libijskoj, sirijskoj, izraelskoj, egipatskoj i tuniskoj obali. Populacija koja naseljava Jadran dio je populacije koja se razmnožava u Grčkoj. Procijenjeno je da u cijeloj mediteranskoj populaciji ima oko 5 000 spolno zrelih ženki.

## Ishrana
Glavata želva je mesojed, a hrani se raznim vrstama morskih životinja: spužvama, meduzama, ježincima, mekušcima, školjkašima, rakovima i ribama. Ima izuzetno jake čeljusti kojima lomi tvrde oklope svoga plijena. 

## Razmnožavanje
Sve se morske kornjače razmnožavaju na pješčanim plažama. Pare se u moru, od kraja ožujka do početka lipnja, a jaja polažu tijekom ljeta. Na kopno izlaze samo ženke radi polaganja jaja, a mužjaci, nakon što se izlegu, više nikada ne izlaze na kopno. Tijekom jedne sezone ženke mogu imati između 2-5 legala, s pauzom od 2 tjedna između. Jaja liježu u rupe iskopane u pijesku i broj im u jednom leglu varira od 23 do 190, obično preko 100. Inkubacijski period općenito varira i traje između 50 i 65 dana. Veličina oklopa mladih kornjačica varira između 33,5 mm i 55 mm. Ustanovljeno je da spolnu zrelost postižu nakon 30 godina, pri duljini oklopa od 70 do 90 cm. Kako su pješčane plaže omiljena izletišta ljudi, uznemiravanje kornjača pri polaganju jaja te kasnije uništavanje jaja i legla ostavili su katastrofalne posljedice na populacije morskih kornjača u cijelom svijetu.

## Ugroženost i zaštita
Glavata želva je već odavno na svjetskoj listi ugroženih životinja. Jedini grabežljivci odraslih glavatih želvi su morski psi (ponekad i kit ubojica) i čovjek. Najveća prepreka opstanku morskih kornjača danas je čovjek. Pretjerano sakupljanje jaja iz gnijezda, gubitka gnjezdišta zbog obalnog razvoja, masovni turizam, hvatanje za hranu ili prodaja oklopa kao suvenira jednako ugrožava ove životinje. Kada se uz to pribroji zagađivanje i nerazumno iskorištavanje mora, morske su kornjače dovedene na rub opstanka.
Kornjače često stradavaju u ribarskim stajaćim mrežama. S obzirom na to da se radi o životinjama koje dišu plućima, kornjače moraju izlaziti na površinu mora da bi udahnule zrak. Iako su razmaci između dvaju udisaja zraka u normalnim uvjetima kod kornjača relativno dugi, kada se pod morem zapletu u mreže, zbog stresa vrlo brzo ostaju bez zraka i utapaju se. Njihove su populacije u opadanju i zbog slučajnog ulova u koće.
Procijenjeno je da se godišnje u Jadranskom moru slučajno ulovi oko 2500 glavatih želvi. Od ukupnog broja jedinki uhvaćenih u ribarske mreže 85% je ulovljeno koćarenjem. Morske kornjače u Hrvatskoj su zaštićene zakonom kao i brojnim međunarodnim konvencijama. Strogo je zabranjen svaki namjerni izlov, uništavanje, uznemiravanje ili trgovina ovim vrstama. Za ubijanje glavatih želvi predviđene su visoke novčane kazne.

## Vanjske poveznice
- Plavi svijet - Glavata želva  Arhivirana inačica izvorne stranice od 9. lipnja 2013. (Wayback Machine)

### Drugi projekti
|  | Zajednički poslužitelj ima stranicu o temi Glavata želva    |
|  | Zajednički poslužitelj ima još gradiva o temi Glavata želva |
|  | Wikivrste imaju podatke o taksonu Glavata želva             |